# Lally Stott
Harold "Lally" Stott (Prescot, Lancashire 16 januari 1945 - Walton, Liverpool, Lancashire 6 juni 1977) was een Britse liedjesschrijver en muzikant die het nummer "Chirpy Chirpy Cheep Cheep" schreef, dat in 1971 in het Verenigd Koninkrijk een nummer-1 hit werd voor de Schotse band Middle of the Road. Het nummer bereikte in de uitvoering van Mac and Katie Kissoon in de Verenigde Staten in hetzelfde jaar nummer 20,  en Stott's eigen versie van het nummer werd een hit in Italië, Frankrijk en Nederland, stond een week op nummer 1 in Australië en haalde nummer 92 op de U.S. Billboard Hot 100. Het nummer werd in vele talen gecoverd, waaronder Vietnamees, Koreaans, Ests, Spaans en Duits.
Andere, kleinere hits door Stott uitgegeven waren "Jakaranda" en "Love Is Free, Love Is Blind, Love Is Good". Stott schreef ook "My Summer Song", dat door Engelbert Humperdinck, Jerry Reed, en Jigsaw werd opgenomen. Stott was ook co-auteur van "Bottoms Up", "Samson and Delilah", "Sacramento", "Tweedle Dee, Tweedle Dum" en andere nummers van Middle of the Road, nummers die allemaal in diverse Europese landen top-10 hits werden tussen 1971 en 1973.
Hij bracht een aantal jaren door in Italië, als zanger en leider van de "brit-it" popband The Motowns.
Onder eigen naam bracht Stott, met beperkt succes, "Good Wishes, Good Kisses" (de themasong van een TV miniserie) en "Sweet Meeny" uit.
Stott kwam om het leven in een verkeersongeval in 1977 toen hij op een lichte motorfiets in de buurt van zijn thuisstad Prescot reed. Hij werd begraven op het St Ann's kerkhof, Rainhill.
| Single met eventuele hitnotering(en) in de Nederlandse Top 40 | Datum van verschijnen | Datum van binnenkomst | Hoogste positie | Aantal weken | Opmerkingen |
| ------------------------------------------------------------- | --------------------- | --------------------- | --------------- | ------------ | ----------- |
| Chirpy Chirpy Cheep Cheep                                     |                       | 27-02-1971            | 8               | 9            |             |
| Jakaranda                                                     |                       | 19-06-1971            | 34              | 2            |             |

- Biblioteca Nacional de España: XX1631661
- Bibliothèque nationale de France: cb14230355s (data)
- International Standard Name Identifier: 0000 0001 2244 9587
- MusicBrainz: a4301fcd-44f1-43ce-b5a7-09303831f9a8
- Virtual International Authority File: 172190270
- WorldCat: E39PBJbM8YRx4pMvC7QdyB4jG3